# Chordeiles
Chordeiles – rodzaj ptaków z podrodziny lelków (Caprimulginae) w rodzinie lelkowatych (Caprimulgidae).

## Zasięg występowania
Rodzaj obejmuje gatunki występujące w Ameryce (Kanada, Stany Zjednoczone, Meksyk, Belize, Gwatemala, Salwador, Honduras, Nikaragua, Kostaryka, Panama, Kuba, Bahamy, Jamajka, Haiti, Portoryko, Wyspy Dziewicze, Kolumbia, Wenezuela, Gujana, Surinam, Gujana Francuska, Brazylia, Ekwador, Peru i Argentyna).

## Morfologia
Długość ciała 15–32 cm; masa ciała samców 34–188 g, samic 33,4–170 g.

## Systematyka

### Etymologia
- Chordeiles: gr. χορδη khordē „akord”; δειλη deilē „wieczór”[9].
- Podager: łac. podager „człowiek z podagrą”, od podagra „podagra”, od gr. ποδαγρα podagra „podagra”; w aluzji do małych stóp lelczyka dużego, które utrudniają mu chodzenie[10]. Gatunek typowy: Caprimulgus diurnus Wied-Neuwied, 1821 (= Caprimulgus nacunda Vieillot, 1817).
- Proithera: gr. πρωι prōi „wczesny, ranny”; -θηρας -thēras „łowca”, od θηραω thēraō „polować”, od θηρ thēr, θηρος thēros „bestia, zwierzę”[11]. Gatunek typowy: Caprimulgus diurnus Wied-Neuwied, 1821 (= Caprimulgus nacunda Vieillot, 1817).
- Microrhynchus: gr. μικρος mikros „mały”; ῥυγχος rhunkhos „dziób”[12]. Gatunek typowy: Caprimulgus exilis Lesson, 1839[a].
- Ramphaoratus: gr. ῥαμφος rhamphos „dziób”; αορατος aoratos „niewidoczny, niewidzialny”[13]. Gatunek typowy: Caprimulgus exilis Lesson, 1839[a].
- Nannochordeiles: gr. ναννος nannos „karzeł”; rodzaj Chordeiles Swainson, 1832 (lelczyk)[14]. Gatunek typowy: Chordeiles ? pusillus Gould, 1861.

### Podział systematyczny
Do rodzaju należą następujące gatunki:
- Chordeiles nacunda (Vieillot, 1817) – lelczyk duży
- Chordeiles pusillus Gould, 1861 – lelczyk malutki
- Chordeiles minor (J.R. Forster, 1771) – lelczyk mały
- Chordeiles gundlachii Lawrence, 1856 – lelczyk antylski
- Chordeiles acutipennis (Hermann, 1783) – lelczyk ostroskrzydły
- Chordeiles rupestris (von Spix, 1825) – lelczyk blady